# Атеизм в Албании
Нерелигиозность, атеизм и агностицизм распространены среди албанцев наряду с доминирующими исламом и христианством. Большинство албанцев ведут светский образ жизни и отвергают религиозные предписания, которые могут существенно определять или определяют их образ жизни.
Нерелигиозность в Албании распространилось в период развития идей антиклерикализма и секуляризации, характерных для албанского национализма периода поздней Османской империи. Хотя тогдашние деятели и позволяли себе время от времени нападки в адрес религии, первым публичным противником всяких верований выступил в 1934 году Исмет Тото, примеру которого в 1935 году последовал Анастас Пласари. Начиная с 1946 года, при коммунистическом режиме в Албании, религиозная деятельность сначала была ограничена, а в 1967 году с провозглашением Энвером Ходжей атеистического государства религиозная практика в стране была объявлена вне закона, хотя на частном уровне подобные практики сохранялись, пока не были введены дополнительные ограничения. Этот антирелигиозный режим был впервые ослаблен в 1985 году, а в 1990 году и вовсе упразднён при его преемнике Рамизе Алии. Опрос, проведённый ПРООН, показал, что подавляющее большинство албанцев согласны с тем утверждением, что национализм, недостаточная религиозность и запрет любого вероисповедания во время коммунистического режима помогли заложить основы современной религиозной терпимости в Албании.
Современные оценки численности нерелигиозного населения сильно разнятся. Количество албанцев, объявивших себя атеистами, составляет от 2,5 % до 8 % или 9 % , в то время как по другим оценкам, число нерелигиозных граждан составляет 39 %, из которых «атеистами» себя назвали 9 %, а «нерелигиозными» — 30 %, 61 % респондентов не согласились с тем, что религия «важна» для их жизни, и 72 % отметили, что «не практикуют» её. Многие албанцы, называющие себя мусульманами или христианами, соблюдают лишь некоторые из обрядов своей веры или вовсе не соблюдают никаких. На основании исследований, проведённых в 2008, 2009 и 2015 годах, Албания с 39 % нерелигиозного населения оказалась на 20-м месте среди наименее религиозных стран мира.
Религиозная идентичность в Албании обычно определяется семейным происхождением, а не личным практическим выбором. Несмотря на повсеместное отсутствие религиозной практики, опросы показали и отрицательное отношение части албанцев к людям, громко заявляющим о своём атеизме.

## История

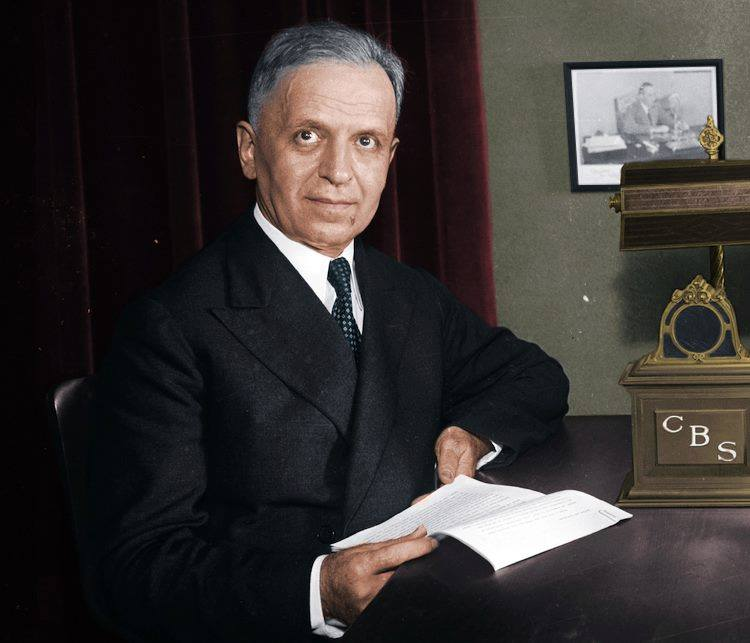
Фаик-бей Коница, деятель Албанского национального возрождения, который через два года после своего перехода из ислама в католицизм написал обличение против всех религий.

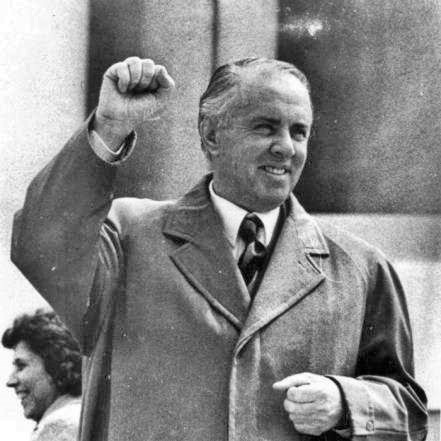
Энвер Ходжа буквально воспринял слова Пашко Васы, запретив публичные религиозные практики, хотя на частном уровне они продолжались.

В конце османской эпохи, для преодоления религиозных разногласий среди албанцев, делившихся в религиозном плане на мусульман-суннитов, православных христиан, мусульман-бекташей и католиков албанские националисты с самого своего появления призывали албанцев игнорировать религиозные различия, утверждая, что вызывающий разногласия сектантский религиозный фанатизм чужд албанской культуре. Они выступали за то, что некоторые историки называют «гражданской религией» албанизма. В известной своей поэме «О, моя Албания!» (алб. O moj Shqypni) Пашко Васа призвал албанцев "поклясться не обращать внимания [букв."смотреть «] на церковь или мечеть», потому что «вера албанца — это албанизм» (алб. feja e shqiptarit është shqiptaria).
Деятели Албанского национального возрождения в XIX веке, такие как Фаик Коница, Яни Врето и Зеф Юбани, часто высказывали антирелигиозные мысли. Так Коница в 1897 году заявил, что «любая религиозная вера вызывает у него рвоту» (алб. Më vjen për të vjellur nga çdo fe). Но первым апологетом атеизма в современной Албании традиционно считается Исмет Тото, публицист и революционер, чья антирелигиозная полемическая работа 1934 года «Ссора с духовенством» (алб. Grindje me Klerin), стала одной из первых известных работ на албанском языке, выступавших против религиозного исповедания. За ней в 1935 году последовала «Болезнь религии» (алб. Sëmundja Fetare), ещё одна важная антирелигиозная полемика Анастаса. Стихотворение Blasfemi Мигени, которого многие считали атеистом, также относится к антирелигиозным. Ещё одной важной фигурой того времени был политик и мэр Гирокастры Хюсен Ходжа, дядя Энвера Ходжи, который имел репутацию «радикального атеиста и антиколониалиста». Его атеистические взгляды повлияли на мировоззрение племянника.